# Winter Bells
Winter Bells è un singolo della cantante giapponese Mai Kuraki, pubblicato nel 2002 ed estratto dall'album Fairy Tale.

## Tracce
- CD

1. Winter Bells
2. Thankful
3. Always: Gomi’s Lair Club Mix (Radio Edit) remixed by Gomi
4. Winter Bells: Instrumental